# Comunicacions dedicades a curt abast
Les comunicacions dedicades a curt abast (DSRC) és una tecnologia per a l'intercanvi sense fil directe de dades de vehicle a tot (V2X) i altres sistemes de transport intel·ligent (ITS) entre vehicles, altres usuaris de la carretera (vianants, ciclistes, etc.) i al costat de la carretera. infraestructures (senyals de trànsit, senyals de missatges electrònics, etc.). DSRC, que es pot utilitzar tant per a intercanvis de dades unidireccionals com bidireccionals, utilitza canals a la banda de 5,9 GHz amb llicència. DSRC es basa en IEEE 802.11p.
L'octubre de 1999, la Comissió Federal de Comunicacions (FCC) dels Estats Units en va destinar 75 MHz d'espectre a la banda de 5,9 GHz per a usos ITS basats en DSRC. El 2003, DSRC s'utilitzava a Europa i al Japó per a la recollida de peatges electrònics. L'agost de 2008, l'Institut Europeu de Normes de Telecomunicacions (ETSI) en va assignar 30 MHz d'espectre a la banda de 5,9 GHz per a ITS.
El novembre de 2020, la FCC va reassignar els 45 MHz inferiors de l'espectre de 75 MHz a la banda ISM veïna de 5,8 GHz per a usos sense llicència que no són ITS, citant la manca d'adopció de DSRC. Dels 30 MHz que quedaven per a usos ITS amb llicència, 10 MHz es van mantenir per a DSRC (Canal 180, 5,895–5,905 GHz) i 20 MHz es van reservar per a un successor de DSRC, LTE-CV2X (Canal 183, 5,905–5,925 GHz).

## Aplicacions
- Sistema d'avís d'emergència per a vehicles.
- Control de creuer adaptatiu cooperatiu.
- Avís de col·lisió frontal cooperativa.
- Evitar col·lisions en interseccions.
- Avís de vehicle d'emergència apropant-se (onades blaves).
- Inspecció de seguretat del vehicle.
- Preempció de senyal de vehicle d'emergència.
- Pagament electrònic d'aparcament.
- Inspeccions de seguretat i neteja de vehicles comercials.
- Signatura dins del vehicle.
- Avís de bolcada.
- Recollida de dades de la sonda.
- Avís d'intersecció carretera-ferrocarril.
- Cobrament electrònic de peatge.

## Normalització
Els sistemes DSRC a Europa, Japó i Estats Units són incompatibles i presenten diferències significatives, inclosos l'espectre i els canals (5,8 GHz de RF, 5,9 GHz de RF, infrarrojos), velocitats de transmissió de dades i protocols.
L'organització europea de normalització Comitè Europeu de Normalització (CEN), de vegades en cooperació amb l'Organització Internacional per a la Normalització (ISO) va desenvolupar alguns estàndards DSRC:
- EN 12253:2004 Comunicació dedicada a curt abast – Capa física amb microones a 5,8 GHz (revisió)
- EN 12795:2002 Comunicació dedicada a curt abast (DSRC) – Capa d'enllaç de dades DSRC: accés mitjà i control d'enllaç lògic (revisió)
- EN 12834:2002 Comunicació dedicada a curt abast – Capa d'aplicació (revisió)
- EN 13372:2004 Comunicació dedicada a curt abast (DSRC) – Perfils DSRC per a aplicacions RTTT (revisió)
- EN ISO 14906:2004 Recaptació electrònica de taxes – Interfície d'aplicació